# Lista comenzilor și livrărilor operate de Airbus A380

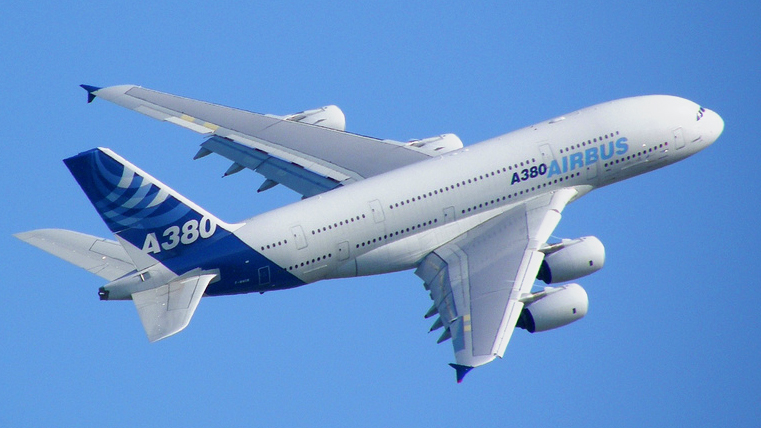
Un A380-800 în cu livrea originală Airbus

Există 331 comenzi ferme făcute de 18 clienți pentru versiunea destinată pasagerilor a aeronavei Airbus A380-800, din care 229 au fost livrate la 13 a acelor clienții până în iulie 2018. Au existat inițial de asemenea 27 de comenzi pentru versiunea cargo, A380F, dar atunci când acest program a fost stopat din cauza întârzierilor de producție, 20 de comenzi A380F au fost anulate, iar restul 7 au fost convertite la aeronave A380-800.

## Comenzi în funcție de clienți

### În ansamblu
Următoarele comenzi au fost plasate și efectuate, potrivit datelor Airbus Orders & Deliveries, La data de 31 august 2018 :
| Client                     | Începere exploatare | Comenzi | Livrări | EA  | RR  | Comunicat de presă (engleză) |
| -------------------------- | ------------------- | ------- | ------- | --- | --- | ---------------------------- |
| Air Accord                 |                     | 3       |         |     |     |                              |
| Air France                 | 2009                | 10      | 10      | *   |     | [ 1 ] [ 2 ]                  |
| All Nippon Airways         | 2019                | 3       |         |     | *   | [ 3 ]                        |
| Amedeo                     |                     | 20      |         |     |     | [ 4 ]                        |
| Asiana Airlines            | 2014                | 6       | 6       |     | *   | [ 5 ] [ 6 ] [ 7 ]            |
| British Airways            | 2013                | 12      | 12      |     | *   | [ 8 ]                        |
| China Southern Airlines    | 2011                | 5       | 5       |     | *   | [ 9 ]                        |
| Emirates                   | 2008                | 162     | 104     | 90  | 52  | [ 10 ] [ 11 ] [ 12 ]         |
| Etihad Airways             | 2014                | 10      | 10      | *   |     | [ 13 ]                       |
| Korean Air                 | 2011                | 10      | 10      | *   |     | [ 14 ]                       |
| Lufthansa                  | 2010                | 14      | 14      |     | *   | [ 15 ]                       |
| Malaysia Airlines          | 2012                | 6       | 6       |     | *   | [ 16 ]                       |
| Qantas                     | 2008                | 20      | 12      |     | *   | [ 17 ]                       |
| Qatar Airways              | 2014                | 10      | 10      | *   |     | [ 18 ] [ 19 ]                |
| Singapore Airlines         | 2007                | 24      | 24      |     | *   | [ 20 ]                       |
| Thai Airways International | 2012                | 6       | 6       |     | *   | [ 21 ]                       |
| Clienți neidentificați     |                     | 10      |         |     |     |                              |
| În total                   | În total            | 331     | 229     | 130 | 148 |                              |

### Primele livrări pentru companiile aeriene
| Compania aeriană           | Prima livrare      | Referință     |
| -------------------------- | ------------------ | ------------- |
| Air France                 | 30 octombrie 2009  | [ 22 ]        |
| Asiana Airlines            | 26 mai 2014        | [ 23 ]        |
| British Airways            | 4 iulie 2013       | [ 24 ]        |
| China Southern Airlines    | 14 octombrie 2011  | [ 22 ] [ 25 ] |
| Emirates                   | 28 iulie 2008      | [ 22 ]        |
| Etihad Airways             | 16 decembrie 2014  | [ 26 ]        |
| Korean Air                 | 24 mai 2011        | [ 22 ]        |
| Lufthansa                  | 19 mai 2010        | [ 22 ]        |
| Malaysia Airlines          | 29 mai 2012        | [ 22 ]        |
| Qantas                     | 19 septembrie 2008 | [ 22 ]        |
| Qatar Airways              | 17 septembrie 2014 | [ 27 ]        |
| Singapore Airlines         | 15 octombrie 2007  | [ 22 ]        |
| Thai Airways International | 27 septembrie 2012 | [ 22 ]        |

### Graficul comenzilor și livrărilor
Date până la 31 august 2018.

## Comenzi în ordine cronologică

### După an
|              |          | 2001 | 2002 | 2003 | 2004 | 2005 | 2006 | 2007 | 2008 | 2009 | 2010 | 2011 | 2012 | 2013 | 2014 | 2015 | 2016 | 2017 | 2018 | Total |
| Comenzi nete | A380-800 | 78   | –    | 34   | 10   | 10   | 24   | 33   | 9    | 4    | 32   | 19   | 9    | 42   | 13   | 2    | –    | -2   | 14   | 331   |
| Comenzi nete | A380F    | 7    | 10   | –    | –    | 10   | -17  | -10  | –    | –    | –    | –    | –    | –    | –    | –    | –    | –    | –    | –     |
| Livrări      | A380-800 | –    | –    | –    | –    | –    | –    | 1    | 12   | 10   | 18   | 26   | 30   | 25   | 30   | 27   | 28   | 15   | 7    | 229   |

Comenzi și livrări cumulative
 Comenzi
 Livrări

## Legături externe
- en Airbus Orders & Deliveries